# Фаве, Ильдефонс
Ильдефонс Фаве (фр. Idelphonse Favé; 1812—1894) — французский генерал, профессор военного искусства в Политехнической школе в Париже.

## Биография
Вместе с профессором арабского языка Рено Фаве занимался изучением греческого огня и истории появления пороха.
Во время осады Парижа в 1870—1871 годах Фаве командовал частью полевой артиллерии.
Член Парижской академии наук (1876; académicien libre)

## Труды
Главные сочинения его: «Nouveau système de défense des places fortes» и «Histoire et tactique des trois armes». Книга Наполеона III (начатая им ещё во время заключения в Гаме) «Études sur le passé et l’avenir de l’artillerie» составлена при сотрудничестве Фаве, перу которого принадлежит 3-й том её.